# Veronika Dierauer

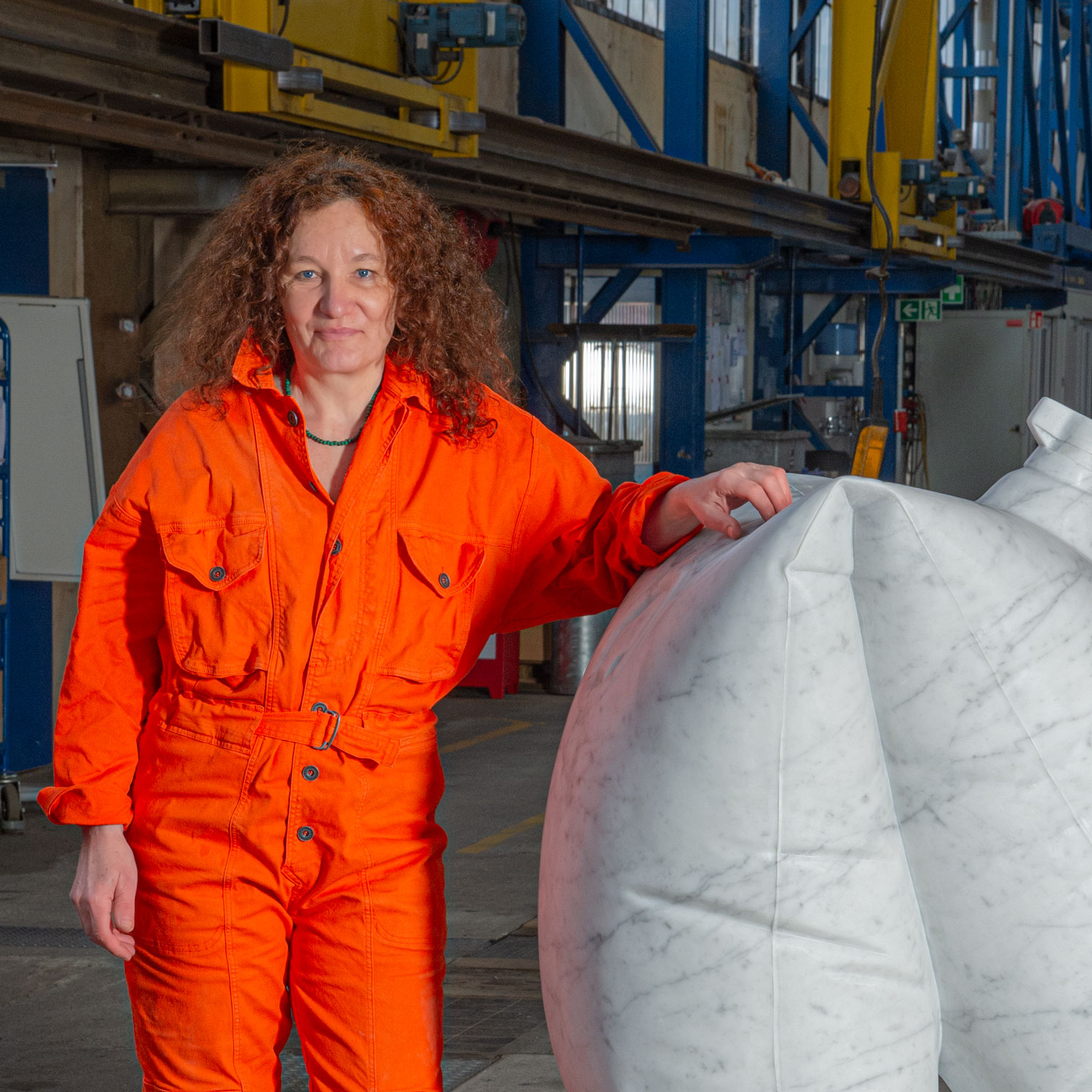
Veronika Dierauer (2024)

Veronika Dierauer (* 1973 in Arbon) ist eine Schweizer Bildhauerin. Seit 1997 arbeitet sie freischaffend. Ihre Werke sind im In- und Ausland ausgestellt und finden sich auch im öffentlichen Raum.

## Leben und Werk

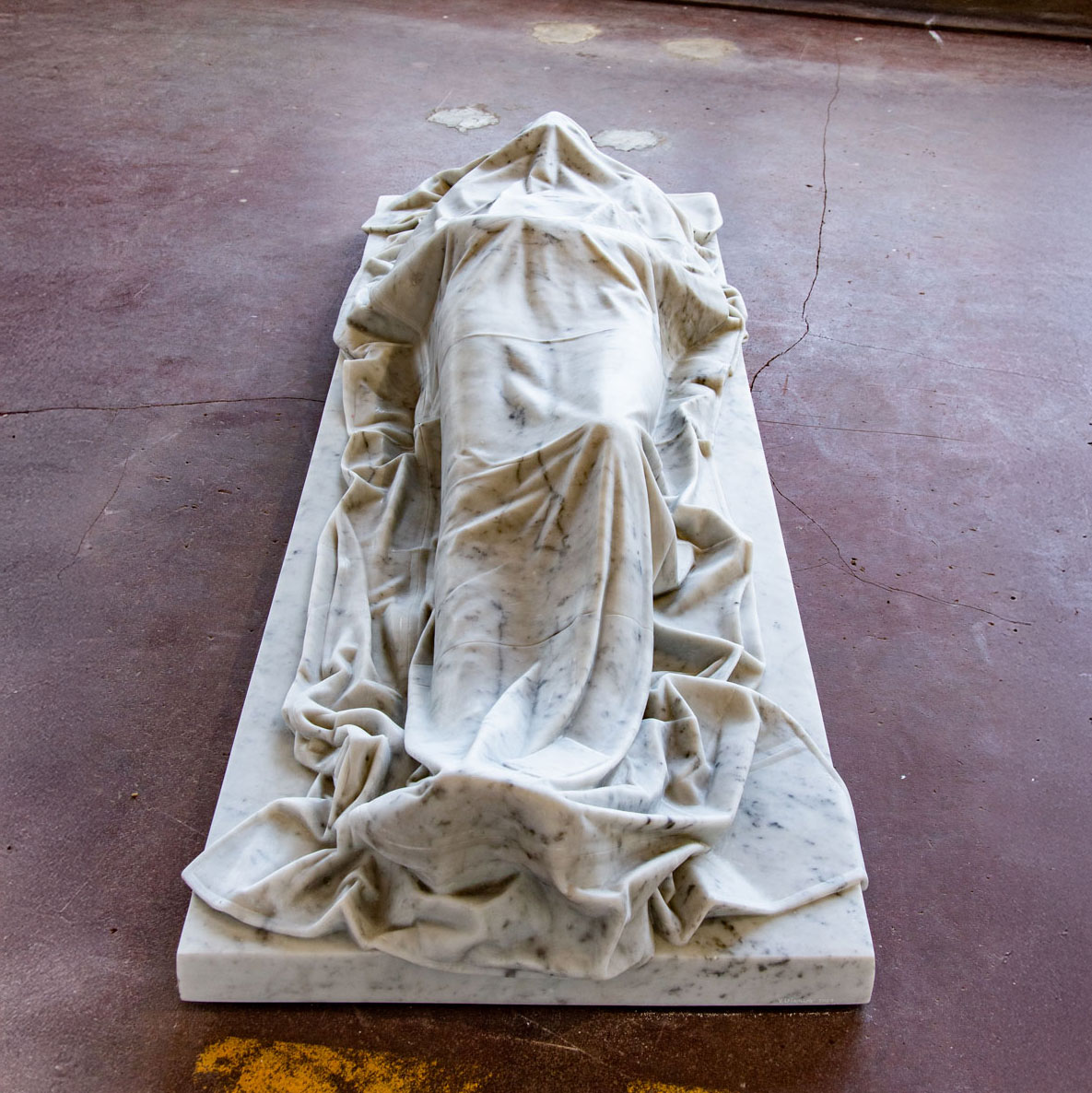
Arbeit COVER von Veronika Dierauer aus Carrara Marmor

Veronika Dierauer absolvierte von 1992 bis 1996 eine Ausbildung zur Steinbildhauerin an der Schule für Gestaltung St. Gallen. Sie lebt und arbeitet heute in Kaltenbach (Kanton Thurgau). Seit 1997 ist sie als freischaffende Künstlerin tätig. Sie ist Mitglied bei Visarte, dem Berufsverband der visuell schaffenden Künstlerinnen und Künstler in der Schweiz.

## Stil und Selbstverständnis
«In ihren Werken» – so die eigene Aussage – «versucht Veronika Dierauer das Statische zu durchbrechen, in Richtung einer fiktiven Renaissance. Sie hinterfragt, ohne zu werten, oder gar Antworten zu liefern. Inhaltlich setzt sie sich mit gesellschaftlichen Themen auseinander. Beobachtungen globaler Situationen oder auch Anregungen im näheren Umfeld sind Motive für ihr künstlerisches Schaffen. Ihre Arbeit versteht sie als versteinerte Momente. Die Gestaltung bewegt sich zwischen Realität, Fiktion, Designobjekten, Ambivalenz, Irritation. Die Materialwahl steht in enger Verbindung mit dem jeweiligen Projekt. Ausstrahlung wie auch Intensität oszillieren mit der Thematik und dem Material.»

## Werke im öffentlichen Raum (Auswahl)
- Water (2020), Carrara-Marmor, Universität Zürich, SPO Fluntern
- Absent (2021), Carrara-Marmor, Universität Zürich
- Trône, Siegerprojekt des Kunstwettbewerbs Avenue de la Gare, Martigny[2][3]
- Waste (2018), Skulpturengruppe, Stadt Frauenfeld[4]

## Ausstellungen (Auswahl)
- 2025: Espaces d'une sculpture – Art en plein air, Placette des Terreaux / Esplanade de Montbenon, Lausanne
- 2024/2025: HEIMSPIEL24, CH / FL / A[5]
- 2024: Gruppenausstellung im Skulpturenpark Steinmaur[6]
- 2024: NordArt – Internationale Kunstausstellung, Büdelsdorf[7]
- 2024: MoorArt – Land Art im Seleger Moor, Rifferswil[8]
- 2024: EINSICHTEN, Visarte Zürich, CH[9]
- 2023: TRANSFORMATIONEN – Werke aus der Sammlung der Mobiliar Gesellschaft, Museum Franz Gertsch, Burgdorf, CH[10]
- 2023: NordArt – Internationale Kunstausstellung, Büdelsdorf[11]
- 2022/2023: ERNTE 22 – Jahresausstellung der Schaffhauser Kunstschaffenden,[12] Museum zu Allerheiligen, Schaffhausen, (ERNTE 22 Kunstpreis – Gewinnerin)[13]
- 2021: Internationale Skulpturenausstellung Triennale BadragARTz, Bad Ragaz[14]
- 2020: Alles im grünen Bereich, Kulturort Weiertal, CH[15]

## Auszeichnungen (Auswahl)
- 2022: ERNTE-Kunstpreis der Mobiliar, Schaffhausen[16]
- 2021: Preisträgerin der Fondazione Silene Giannini, Tessin[17]